# 横山正克
横山 正克（よこやま まさかつ、1912年〈明治45年〉2月4日 - 没年不詳）は日本の実業家。島根県安来市出身。

## 略歴
- 1912年 - 安来山城屋･重左衛門正胤（横山家7代目当主）3男･横山粂一郎の長男として生まれる
- 1935年 - 東京帝国大学法学部卒業 髙島屋飯田株式会社入社
- 1937年 - 国華工業に出向 計画部次長
- 1939年 - 高島屋飯田に復帰 上海支店副支店長 恒業皮革廠常務 青島皮革廠代表者
- 1946年 - 日東工業常務に出向
- 1948年 - 高島屋飯田に復帰 機械金属部長
- 1950年 - 東京産業貿易専務を兼ねる
- 1951年 - 寿工業常務に出向
- 1954年 - 千代田梱包工業専務
- 1957年 - 丸紅飯田に復帰 総務部長代理
- 1958年 - 全国中央会特別事務局理事に転じる
- 1959年 - 博報堂入社
- 1966年 - 博報堂専務取締役

## 人物像
政治家の亀井久興の父親亀井茲建とは中学の同窓､高等学校で同級生だった。また亀井久興の後援会「明るい日本をつくる会」の会長を務めた。また、娘・陽子は亀井久興の妻となった。

## 家族・親族

### 横山家
先祖は宇多源氏佐々木氏の流れを汲む尼子方武将だったが主家滅亡後郷に下り妻方となる一豪族と結ばれてその妻方の姓“横山”を名乗ったという伝承がある。安来山城屋元祖与一右衛門は安来与頭､宗旨庄屋､三男の六太郎は母里藩士･桑垣六左衛門の娘婿となり尼子の筆頭家老宇山飛騨守の名跡を興し清左衛門を名乗り母里宇山家の初代となる。
安来町長､県会議員等を務めた8代目栄之助は若槻禮次郎元首相と親交があり、若槻より栄之助への親書（書簡）の一つは粂一郎二男英爾方にて保存されている。
- 妻 晴（山田常長女）

山田常長女､母･栞（しおり）。父方･山田家は徳川田安の家臣の家系であり､祖父山田常愛は16代家達に従って公爵家執事職。母方･田中家､祖父田中鼎、大日本茶道学会創始者であり、初代会長。
- 5女あり。
- 甥 横山正夫（弁護士）

## 著書（私家版）
- 『生きている民族史の里､安来と能義』
- 『出雲国安来山城屋横山家々系､同追録､同補遣考証』
- 『温故知新（亀井家史考証）』
- 『出雲中世史の一断面』
- 『尼子氏一門のルーツ』（など

## 関連人物
- 亀井茲建
- 横山重之 - 横山家10代目当主
- 田部長右衛門 (22代)
- 田部長右衛門 (23代)
- ドナルド・キーン - 終戦直後に青島で知り合い、交流が続いた[1][2]。

1. ↑  “日本海新聞の追悼文（2019年4月27日）”. 日々、ドナルド・キーンとともに.  鶴澤浅造 (2020年8月1日). 2022年7月19日閲覧。
2. ↑  “海潮音”. 日本海新聞. (2019-04-27).